# 紙の動物園 (短編小説)
「紙の動物園」（"The Paper Menagerie"）は、ケン・リュウによる2011年のファンタジー/マジックリアリズム短編小説。本作はファンタジイ・アンド・サイエンス・フィクション誌2011年3月/4月号に初掲載された。日本語訳は古沢嘉通の翻訳で短編集『紙の動物園』その他に収録されている。

## あらすじ
物語は、中国移民のアメリカ人一世である母親と、白人アメリカ人の父親の間に生まれた息子、ジャックを中心に展開する。
子供の頃、ジャックは紙で作られた動物に命を吹き込む母親の魔法の能力に魅了されていた。
これらの紙の生き物は彼と遊び、慰め、彼が母親と共有する親密な絆、そして中国の伝統とのつながりを鮮やかに表現していた。
しかし、成長するにつれてジャックは自分の家族と周囲のアメリカ人家族との違いをより意識するようになる。周囲に溶け込みたいというプレッシャーのもと、ジャックは中国の伝統を拒否し始める。中国語を話すのをやめ、母親のなまりのある英語と伝統的なやり方を恥じて母親から距離を置いた。
年月が経つにつれて、二人の間の溝は広がって行く。
大人になったジャックは、母親の死後に、母親が自分に宛てて書いた中国語の手紙を発見する。ジャックは助けを借りてその手紙を翻訳し、中国の文化大革命中の母親の悲劇的な過去、アメリカへの旅、そしてジャックが母親を拒絶したにもかかわらず彼に対する変わらぬ愛について知る。

## 評価
本作は、ネビュラ賞、ヒューゴー賞、世界幻想文学大賞の3賞全てを受賞した始めての小説となった。サウスチャイナ・モーニング・ポスト紙は本作を称賛した。